# David Córcoles Alcaraz
David Córcoles Alcaraz (Alacant, 8 de maig de 1985) és un exfutbolista valencià, que ocupava la posició de defensa. Ha estat internacional amb la selecció espanyola sub-17.

## Trajectòria
Format al planter de l'Hèrcules CF, el 2003 passa al filial del València CF, amb qui juga durant quatre anys. En eixe temps debuta en primera divisió en un encontre de la temporada 06/07 i la Champions League davant l'AS Roma.
El 2007 marxa al filial del FC Barcelona, sense debutar amb el primer conjunt blaugrana. El 2009 s'incorpora al Recreativo de Huelva.